# Ōtsuchi
Ōtsuchi (大槌町?) è una cittadina giapponese della prefettura di Iwate. Al 1° marzo 2020, il comune aveva una popolazione stimata di 11.572 abitanti e una densità di 58 persone per km², distribuiti in 5.308 nuclei familiari. L'area totale del comune è di 200,42 chilometri quadrati (77,38 miglia quadrate).
Dal 1973, l'Università di Tokyo gestisce un laboratorio di ricerca marina a Ōtsuchi, oggi denominato International Coastal Research Center (ICRC) e affidato all'Istituto di Ricerca sull'Atmosfera e l'Oceano.

## Geografia
Ōtsuchi è una comunità costiera e montuosa situata lungo la costa di Sanriku, sull'Oceano Pacifico. La parte interna del comune si trova all'interno dei Monti Kitakami.

### Comuni limitrofi
Nella prefettura di Iwate:
- Kamaishi
- Miyako
- Tōno
- Yamada

## Clima
Ōtsuchi presenta un clima subtropicale umido (Köppen Cfa), caratterizzato da estati miti e inverni freddi. La temperatura media annua è di 11,2 °C, mentre la piovosità media annua ammonta a 1402 mm, con settembre come mese più piovoso e febbraio come mese più secco. Le temperature medie raggiungono il massimo ad agosto, intorno ai 23,5 °C, e il minimo a gennaio, circa 0,4 °C.

## Storia
L'area dell'attuale Ōtsuchi faceva parte dell'antica Provincia di Mutsu, dominata dal clan Nambu fin dal periodo Muromachi. Durante il periodo Edo, faceva parte del dominio di Morioka sotto lo shogunato Tokugawa. Il comune di Ōtsuchi fu istituito nel distretto di Kamihei con l'adozione del sistema comunale moderno nel periodo Meiji, il 1° aprile 1889. Il comune si espanse ulteriormente con l'annessione del villaggio confinante di Kanazawa il 1° aprile 1955.

### Terremoto e tsunami del Tōhoku del 2011
L'11 marzo 2011 il comune fu devastato da un terremoto di magnitudo 9.1 e da uno tsunami. Lo tsunami rase al suolo il porto e le aree a bassa quota, mentre le zone più elevate furono risparmiate, seppure non senza subire danni a causa del sisma e delle numerose scosse di assestamento. Circa la metà del comune fu allagata dallo tsunami. Tale evento distrusse tutte tranne 30 delle 650 barche da pesca presenti e annientò completamente l'industria delle coltivazioni marine del comune.
I vigili del fuoco del comune chiusero manualmente le 12 chiuse d'acqua nella diga anti-tsunami del porto, ma la barriera non seppe frenare le onde. Otto vigili del fuoco risultarono morti o dispersi. Al 31 agosto 2011 erano confermati 799 decessi tra i residenti, mentre altri 608 risultavano ancora dispersi, corrispondenti a circa il 10% della popolazione totale di 16.000 abitanti.
L'International Coastal Research Center (ICRC) dell'Università di Tokyo subì ingenti danni durante lo tsunami, tanto che l'acqua raggiunse i laboratori al terzo piano.
Il sindaco del comune, Koki Kato, fu visto per l'ultima volta venerdì durante un incontro sulla sicurezza con i funzionari comunali. Il suo corpo fu recuperato sabato, 19 marzo 2011.
A seguito dello tsunami, il residente locale Itaru Sasaki ha inaugurato un "telefono del vento", ovvero una cabina telefonica in cui i visitatori possono tenere conversazioni unidirezionali con i propri cari defunti. Dal 2011, oltre 30.000 persone lo hanno visitato.